# 582
Het jaar 582 is het 82e jaar in de 6e eeuw volgens de christelijke jaartelling.

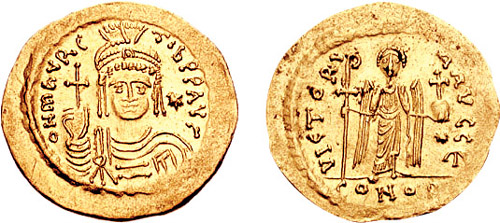
Keizer Mauricius (r. 582-602)

## Gebeurtenissen

### Byzantijnse Rijk
- 14 augustus - Keizer Tiberius I Constantijn overlijdt (mogelijk door voedselvergiftiging) in Constantinopel na een regeerperiode van 4 jaar en wordt opgevolgd door zijn schoonzoon Mauricius.

### Europa
- Volgens geschriften van Gregorius van Tours zou het in Parijs "bloed geregend hebben". In feite blijkt dit fenomeen, sirocco (fijn rood woestijnzand), vermengd met regen geweest te zijn.
- De Avaren veroveren de Byzantijnse stad Sirmium (huidige Servië) na een belegering van bijna 3 jaar en vestigen een uitvalsbasis in Pannonië.

### Azië
- Keizer Wen Di van de Sui-dynastie sticht een nieuwe hoofdstad ten zuidwesten van Chang'an (Xi'an), genaamd Daxing ("Grote Voorspoed").

## Religie
- De Maria-Tenhemelopneming wordt door Maurikios als een officieel religieus feest ingevoerd in het Byzantijnse Rijk.

## Geboren
- Arnulf van Metz, Frankisch edelman en bisschop (waarschijnlijke datum)

## Overleden
- 14 augustus - Tiberius I Constantijn, Byzantijns keizer
- Agathias Scholastikos (46), Byzantijns jurist en schrijver